# Фонијатрија
Фонијатрија је засебна грана медицине која се развила из отоларингологије и аудиологије, са циљем да се бави проучавањем поремећаја комуникације. У оквиру отоларингологије као посебна-ужа специјалистичка грана она се бави лечењем поремећаја гласа и говора, језика, слуха (нарочито слуха који има своје ефекте на било коју област претходно поменутих поремећаја) и гутање. Иако  полази од физиологије говора и певања, ова наука има још многа неисписаних поглавља.
Рад савремена фонијатрија, данас, јако је сложен, мултидисциплинаран и незамислив без заједничког рада; добро едукованих лекара специјалиста фонијатрије, лекара анестезиолога, медицинских сестара, фонетичара, психолога, гласовних педагога, логопеда, електракустичара, рачунарско-информатичких и комуникацијских специјалиста.

## Развој и задаци
Употреба говора у савременој медијској и хипермедијској култури наметнула је човеку, као носиоцу говорних могућности све веће захтеве. Са друге стране технолошка окружења и бројне културне навике на разне начине негативно утичу и уједно све више угрожавају човекову говорну функцију. Стога су мултидисциплинарни напори савремене медицинске науке усмерени управо ка очувању здравих, комуникацијских, уметничких и радних могућности особа са потешкоћама у коришћењу гласова, постали све захтевнији. Из тих захтева и потреба развила се и савремена науке (све комплекснија и све неопходнија), која проучава говорне и слушне мане и примењује бројне методе у њиховом лечењу и превенцији - фонијатрија.
У пракси фонијатрија има и задатак да спроводи рехабилитацију пацијената који су се након неке операције (уранопластика, фарингопластика) оспособили за артикулацију гласова или су, због одстрањења малигног тумора изгубили гркљан и тако дошли у ситуацију да уче и усвоје нов начин фонације (езофагусни глас). 

## Методе
У пракси, фонијатрија као мултидисциплинарна дисциплина, своје методе заснива на бројним информацијама из медицинских и немедицинских области наука. 
Медицинске области
Под општа медицинска испитивања и процедуре лечења, фонијатрија обједињује бројне надлежности у области спознаје, способности учења, психолошког понашања, али и и бројне процедуре рехабилитације. 
Најважнији медицински поља за клиничку пракса су оториноларингологија (ОРЛ), неурологија, неуропедиајатрија, психијатрија, педијатрија, радиологија, генетика, ендокринологија, стоматологија и геронтологија.
Немедицинске области
Са друге стране, фонијатрија се ослања и на многе друге основе немедицинске дисциплинама као што су; лингвистика, фонетика, (неуро) психологија, педагогије, акустика, информатика и друге комуникацијске науке које су неопходне да се укључе у фонетички програми обуке.

## Дијагностика
Фонијатрија користи у дијагностици бројне методе почев од цитолошких анализа преко неуромускуларних, аудиолошких и психолошких. 
У свом раду, данас комплексна и савремена фонијатријска наука не може без оптичких влакана, бројчаних записа, електронског евидентирања потенцијала, синергетског дигиталног снимања покрета, видео снимања кретања гласних жица, електроакустичког записа гласовних струја, техника и вештина хирургије и микрокирургије.  

## Начин рада
У оквиру фонијатријске рехабилитације при отклањању говорних мана употребљавају се разне вежбе (логопедске методе) за артикулацију, респирацију (дисање) и координацију кретања.
Саме методе фонијатрије заснивају се на најразличитијим техникама објективизације и квантификације опажања, која се заснивају на субјективним осећајима пацијента, и процени експерата - фонетичара, гласовних педагога, ларинголога, логопеда, фонијатра. Данас фонијатрија користе бројне технике које квантификују физикалне акустичке промене, и на тај начин решавају бројне и захтјевне функције, од физиолошких до естеских.